# Konvergenskriterierna
Konvergenskriterierna, även kända som Maastrichtkriterierna, är fyra ekonomiska kriterier som varje medlemsstat inom Europeiska unionen som inte har euron som valuta måste uppfylla för att kunna införa den gemensamma valutan. Syftet är att säkerställa att en medlemsstat har uppnått ekonomisk konvergens i tillräckligt hög grad för att bli en del av euroområdet. Konvergenskriterierna innefattar krav om prisstabilitet, sunda statsfinanser och en låg långfristig räntenivå. Dessutom måste den nationella valutan uppvisa en stabil växelkurs gentemot euron genom att vara ansluten till Europeiska växelkursmekanismen i minst två år utan större påfrestningar.
Minst en gång vartannat år eller på begäran av en medlemsstat utanför euroområdet utvärderar Europeiska kommissionen och Europeiska centralbanken fullgörandet av konvergenskriterierna för de medlemsstater som inte har euron som valuta, men som har förbundit sig att införa valutan när de väl uppfyller konvergenskriterierna. Utöver konvergenskriterierna måste även den nationella lagstiftningen vara anpassad till den europeiska lagstiftningen för att euron ska kunna införas som valuta i en medlemsstat. Medlemsstater som inför euron som valuta måste, i enlighet med stabilitets- och tillväxtpakten, fortsätta att uppfylla kriteriet om sunda statsfinanser även efter införandet av den gemensamma valutan.

## Kriterierna
Konvergenskriterierna omfattar fyra kriterier som finns fastställda i artikel 140 i fördraget om Europeiska unionens funktionssätt. Närmare bestämmelser återfinns i ett protokoll – protokollet om konvergenskriterier – som är fogat till unionens fördrag. I korthet innebär de fyra kriterierna följande:
- Inflationen får inte med mer än 1,5 procentenheter överstiga den genomsnittliga inflationen i de tre medlemsstater som har lägst inflation.
- Statsskulden får inte överstiga 60 procent av BNP och budgetunderskottet får inte överstiga 3 procent av BNP i enlighet med stabilitets- och tillväxtpaktens bestämmelser.
- Den nationella valutan ska ha varit ansluten till Europeiska växelkursmekanismen i minst två år utan större påfrestningar.
- Räntan på långfristiga (tioåriga) statsobligationer får inte med mer än 2 procentenheter överstiga den genomsnittliga räntan i de tre medlemsstater som har lägst inflation.

### Prisstabilitet
Det första konvergenskriteriet handlar om uppfyllandet av en hög grad av prisstabilitet. Kriteriet innebär att inflationstakten ska ligga nära den i de högst tre medlemsstater som har lägst inflation. Mer konkret innebär detta att medlemsstaten under ett års tid innan granskningen ska ha uppvisat en hållbar prisutveckling och en genomsnittlig inflationstakt som inte med mer än 1,5 procentenheter överstiger inflationstakten i de tre medlemsstater som har lägst inflation. Medlemsstater vars inflationstakt inte anses meningsfull som referensvärde på grund av till exempel en ekonomisk kris räknas inte med bland de tre medlemsstater som har lägst inflation. Inflationen mäts genom HIKP, som är ett enhetligt sätt att mäta konsumentprisindex inom hela unionen.

### Sunda statsfinanser
Det andra konvergenskriteriet handlar om uppfyllandet av sunda statsfinanser. Kriteriet innebär att medlemsstaten inte får vara föremål för förfarandet vid alltför stora underskott i enlighet med stabilitets- och tillväxtpakten. Det innebär att statsskulden inte får överstiga 60 procent av BNP och att budgetunderskottet inte får överstiga 3 procent av BNP. Om en medlemsstat minskar sin statsskuld i tillräckligt hög takt kan kriteriet anses vara uppfyllt även om statsskulden uppgår till över 60 procent av BNP. På samma sätt accepteras ett budgetunderskott över 3 procent av BNP om det är av tillfällig karaktär. Till exempel kunde Grekland införa euron som valuta 2001 trots en statsskuld på runt 100 procent av BNP just eftersom statsskuldens andel av BNP minskade.

### Stabil växelkurs
Det tredje konvergenskriteriet handlar om uppfyllandet av en stabil växelkurs gentemot euron. Kriteriet innebär att medlemsstatens nationella valuta måste vara ansluten till Europeiska växelkursmekanismen inom det normala fluktuationsutrymmet (±15 procent) i minst två år utan större påfrestningar. Framför allt ska centralkursen inte ha devalverats på initiativ av medlemsstaten själv.
Genom att inte ansluta sin valuta till växelkursmekanismen kan en regering undvika att uppfylla konvergenskriterierna och därmed hålla sitt land utanför eurosamarbetet obegränsat lång tid. Till exempel har Sverige på detta sätt kunnat hålla sig utanför eurosamarbetet.

### Låg långfristig räntenivå
Det fjärde konvergenskriteriet handlar om uppfyllandet av en varaktig konvergens i den långfristiga räntenivån. Kriteriet innebär att den långfristiga räntenivån ska ligga nära den i de högst tre medlemsstater som har lägst inflation. Mer konkret innebär detta att medlemsstaten under ett års tid innan granskningen ska ha uppvisat en genomsnittlig långfristig nominell räntesats som inte med mer än 2 procentenheter överstiger räntenivåerna i de tre medlemsstater som har lägst inflation. Medlemsstater vars räntenivåer inte anses meningsfulla som referensvärde på grund av till exempel en ekonomisk kris räknas inte med bland de tre medlemsstater som har lägst inflation. Räntenivån mäts på grundval av långfristiga (tioåriga) statsobligationer med hänsyn till skillnader i nationella definitioner.

## Konvergensrapporterna
Alla medlemsstater inom Europeiska unionen, utom Danmark, har förbundit sig att införa euron när de väl uppfyller konvergenskriterierna. En särskild undantagsklausul ger Danmark rätt att stå utanför euroområdet så länge den egna regeringen inte begär någonting annat. För övriga medlemsstater som inte har euron som valuta utvärderar Europeiska kommissionen och Europeiska centralbanken i var sin konvergensrapport fullgörandet av konvergenskriterierna minst en gång vartannat år eller på begäran av en medlemsstat utanför euroområdet. Mot bakgrund av dessa konvergensrapporter beslutar Europeiska unionens råd, på rekommendation av medlemsstaterna som har euron som valuta efter samråd med Europaparlamentet och efter överläggningar i Europeiska rådet, om en medlemsstat ska införa euron som valuta.
Konvergensrapporterna innehåller en detaljerad genomgång av varje medlemsstats ekonomiska läge och i vilken grad medlemsstaten har uppnått ekonomisk konvergens med euroområdet genom att uppfylla konvergenskriterierna. Därutöver ingår även en utvärdering av huruvida medlemsstatens nationella lagstiftning är förenlig med unionsrättens bestämmelser om Europeiska centralbanken och Europeiska centralbankssystemet för att få införa euron som valuta. Särskilt den nationella centralbankens oberoende granskas. I konvergensrapporterna beaktas även resultaten av marknadsintegrationen, situationen för och utvecklingen av bytesbalansen samt utvecklingen av enhetsarbetskostnader och andra prisindex för varje utvärderad medlemsstat.

### Senaste konvergensrapporten
I den senaste konvergensrapporten från juni 2024 låg inflationsnivåerna i Nederländerna, Italien och Lettland till grund för referensvärdena för prisstabilitet och den långfristiga räntenivån (Danmark, Finland och Belgien exkluderades på grund av exceptionella omständigheter). Detta gav en genomsnittlig inflation på 2,6 procent, det vill säga konvergenskriteriet om prisstabilitet var 4,1 procent. Den genomsnittliga långfristiga räntenivån i dessa tre medlemsstater var 3,5 procent, det vill säga konvergenskriteriet om den långfristiga räntenivån var 5,5 procent.
| Medlemsstat         | Valuta              | Kod                 | Inflation (%) | Budgetbalans (% av BNP) | Statsskuld (% av BNP)     | Stabil växelkurs     | Långa räntor (%) | Lagstiftning              | Måldatum   |
| Konvergenskriterium | Konvergenskriterium | Konvergenskriterium | max. 4,1 %    | min. −3,0 %             | max. 60 % eller minskande | min. två år i ERM II | max. 5,5 %       | förenlig med unionsrätten |            |
| Bulgarien           | Lev                 | BGN                 | 5,1 %         | −1,9 %                  | 23,1 %                    | Ja                   | 4,0 %            | Ja                        | 2026-01-01 |
| Danmark             | Krona               | DKK                 | Utvärderas ej | Utvärderas ej           | Utvärderas ej             | Utvärderas ej        | Utvärderas ej    | Utvärderas ej             | —          |
| Polen               | Złoty               | PLN                 | 6,1 %         | −5,1 %                  | 49,6 %                    | Nej                  | 5,6 %            | Inte helt förenlig        | —          |
| Rumänien            | Leu                 | RON                 | 7,6 %         | −6,6 %                  | 48,8 %                    | Nej                  | 6,4 %            | Inte helt förenlig        | 2029-01-01 |
| Sverige             | Krona               | SEK                 | 3,6 %         | −0,6 %                  | 31,2 %                    | Nej                  | 2,5 %            | Inte helt förenlig        | —          |
| Tjeckien            | Krona               | CZK                 | 6,3 %         | −3,7 %                  | 44,0 %                    | Nej                  | 4,2 %            | Inte helt förenlig        | —          |
| Ungern              | Forint              | HUF                 | 8,4 %         | −6,7 %                  | 73,5 %                    | Nej                  | 6,8 %            | Inte helt förenlig        | —          |